# Eupithecia eriguata
Eupithecia eriguata là một loài bướm đêm trong họ Geometridae.